# Bataille de Moiry Pass
Expédition écossaise en Irlande
Batailles
- Moiry Pass
- Connor
- Kells
- Skerries
- Athenry
- Lough Raska
- Dysert O'Dea
- Faughart

La bataille de Moiry Pass opposa le royaume d'Écosse et la seigneurie d'Irlande en septembre 1315. Elle fait partie de la campagne d'Édouard Bruce en Irlande entre 1315 et 1318.

## Contexte
Après la conquête normande de l'Irlande en 1169, la seigneurie d'Irlande est créée, avec le roi d'Angleterre comme seigneur et un Lord lieutenant d'Irlande comme représentant local du roi. Le pays est divisé entre les familles traditionnelles gaéliques et les nouvelles familles hiberno-normandes.
Édouard Bruce, frère du roi d'Écosse Robert Ier, débarque à Larne en mai 1315 et se fait proclamer roi d'Irlande, afin de perturber les Anglais qui contrôlent le Sud de l'Écosse. Il défait une armée commandée par le comte d'Ulster, Richard de Bourg, et pénètre dans la ville de Carrickfergus.

## La bataille
Fin juin 1315, Bruce marche dans l'Ulster et brûle tout sur son passage. Il passe ensuite en septembre par Moiry Pass et défait une armée anglo-irlandaise qui voulait l'intercepter. Il s'empare des vivres de l'armée vaincue.

## Conséquences
Le comte anglais Roger Mortimer lève en hâte une armée afin de repousser Bruce mais son armée est détruite lors de la bataille de Kells en novembre 1315.